# Carchelejo
Carchelejo es una localidad española del municipio de Cárcheles, perteneciente a la provincia de Jaén, en la comunidad autónoma de Andalucía.

## Historia
Hacia mediados del siglo XIX, el lugar, por entonces con ayuntamiento propio, tenía dos centenares de casas. Aparece descrito en el quinto volumen del Diccionario geográfico-estadístico-histórico de España y sus posesiones de Ultramar de Pascual Madoz con las siguientes palabras:

CARCHELEJO: l. con ayunt. en la prov. y dióc. de Jaen (4 leg.), part. jud. de Huelma (3), aud. terr. y c. g. de Granada (10): sit. en Sierra-Nevada, con esposicion á los vientos O. y N., clima templado, padeciéndose mas comunmente catarros y calenturas catarrales. Tiene 200 casas, inclusa la de ayunt., cárcel, escuela de primera enseñanza para niños, á la que concurren 30, dotada con 1,100 rs.; otra de niñas con 120 rs., asistiendo 15 discipulas; igl. parr. (Ntra. Señora de los Angeles), servida por el párroco, y sacristan, y tres fuentes de buenas y abundantes aguas. Confina el térm. N. con el de Carchel; E. y S. Campillo de Arenas, y O. Cambil; el primero á la dist. de 1/2 cuarto de leg., y los demas 1/4; encontrándose en él el suprimido conv. de Cazalla de religiosos basilios. El terreno es de segunda, tercera y cuarta clase, y le baña el r. de las Mestas, que nace en la puerta de Arenas, reuniéndose luego al de Cambil, y una multitud de fuentes. Los caminos son de herradura, de pueblo á pueblo: la correspondencia se recibe de Jaen por balijero. prod.: trigo, cebada, centeno, aceite, vino y legumbres; ganado lanar, vacuno, mular y caballar; caza de perdices y conejos: hay 3 molinos aceiteros. pobl., riqueza y contr., incluso Carchel, 319 vec., 1,254 alm. cap. prod.: 1.992,051 rs. imp.: 98,437. contr.: 43,487. Hasta el año 1843 tuvo agregada á su ayunt. la espresada v. de Carchel.
(Madoz, 1846, pp. 550-551)

El municipio de Carchelejo desapareció en 1974 y el término se fusionó con el de Cárchel para formar el de Cárcheles. En 2023, la entidad singular de población tenía empadronados 1121 habitantes y el núcleo de población, 1117.